# Conversation animée avec Noam Chomsky
Pour plus de détails, voir Fiche technique et Distribution.
Conversation animée avec Noam Chomsky (Is the Man Who Is Tall Happy?: An Animated Conversation with Noam Chomsky) est un documentaire d'animation réalisé par Michel Gondry et sorti en 2013. Il s'agit d'une mise en images d'un entretien que le réalisateur a eu avec le philosophe et linguiste Noam Chomsky.

## Fiche technique
- Titre original : Is the Man Who Is Tall Happy?: An Animated Conversation with Noam Chomsky
- Titre français : Conversation animée avec Noam Chomsky
- Réalisation et scénario : Michel Gondry
- Montage : Sophie Reine et Adam M. Weber
- Animation : Michel Gondry, Timothée Lemoine et Valérie Pirson
- Production : Raffi Adlan, Georges Bermann, Julie Fong et Michel Gondry
- Société de production : Partizan
- Sociétés de distribution : Shellac Distribution (France), IFC Films (États-Unis)
- Pays d'origine :  France
- Langue originale : anglais
- Format : couleur
- Durée : 88 minutes
- Genre : documentaire, animation
- Dates de sortie :
  - États-Unis : 
    - 12 février 2013 (première au Massachusetts Institute of Technology)
    - 21 novembre 2013 (festival DOC NYC)
    - 22 novembre 2013 (sortie limitée à New York)
    - 25 novembre 2013 (sortie sur Internet)

  - Allemagne : 8 février 2014 (Berlinale)
  - France : 30 avril 2014 (sortie nationale)

## Distribution
- Noam Chomsky : lui-même
- Michel Gondry : lui-même

## Accueil

### Accueil critique
Le documentaire a reçu des critiques positives de la part de 20 Minutes, France Télévisions, Le Monde, Le Nouvel Observateur, Libération, Première, Télérama, Cahiers du cinéma et Ouest-France.
En revanche, Les Inrockuptibles ont estimé que la pensée de Chomsky n'était pas transmise clairement.

### Distinctions
- Village Voice Film Poll 2013 : 3e place dans la catégorie du meilleur long métrage d'animation
- Berlinale 2014 : sélection « Panorama »
- Festival du film de Sydney 2014 : sélection hors compétition « Special Presentations at the State »